# 伯奇鎮區 (明尼蘇達州貝爾特拉米縣)
伯奇鎮區（英語：Birch Township）是位於美國明尼蘇達州貝爾特拉米縣的一個行政鎮區。

## 地方資料
伯奇鎮區的面積為93.60平方千米，當中陸地面積為88.40平方千米，而水域面積為5.20平方千米。根據2020年美國人口普查的數據，當地共有人口103人，而人口密度為每平方千米1.1人。